# Spitalul Vechi din Suceava

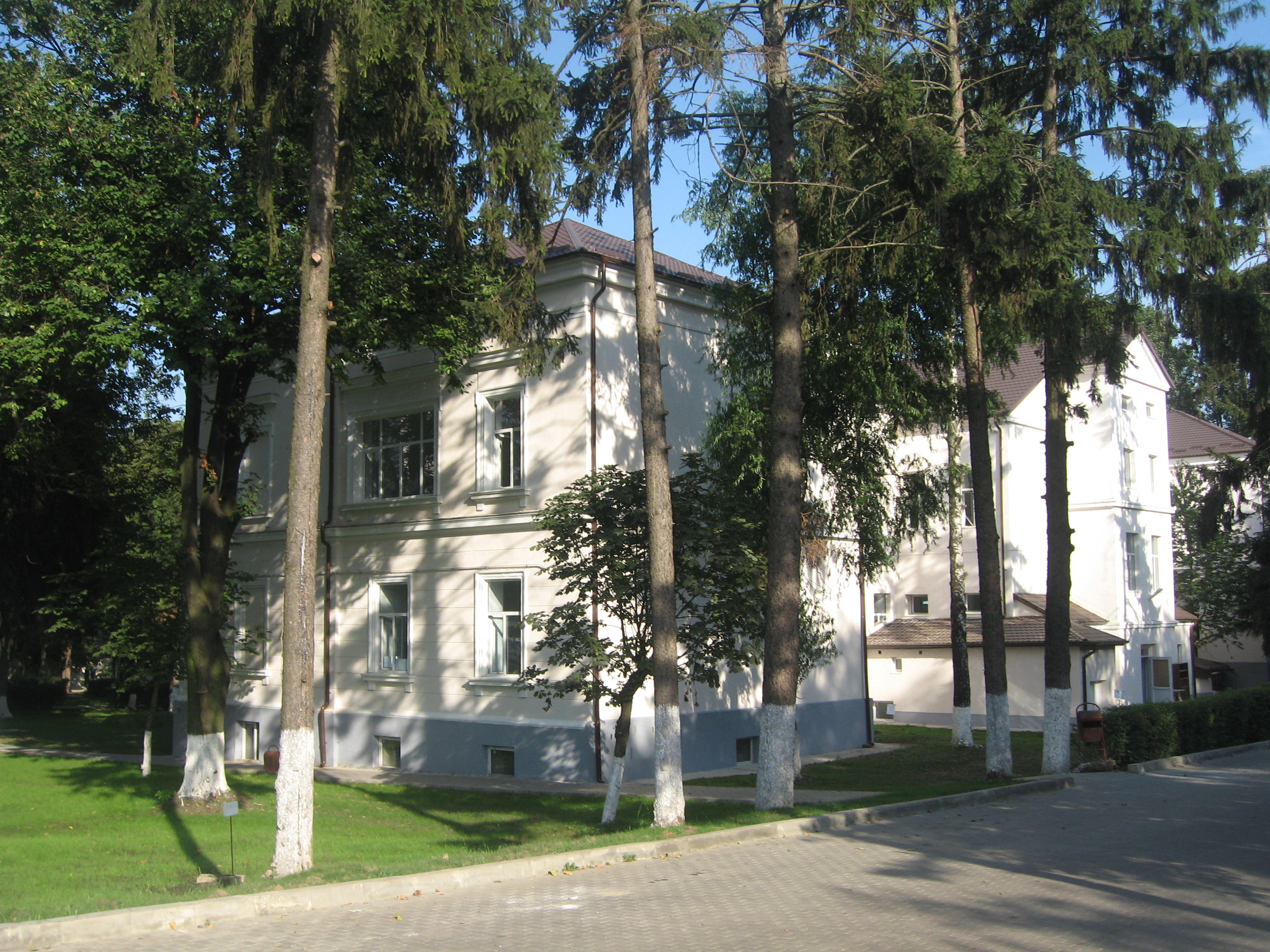
Spitalul Vechi din Suceava – pavilionul central

Spitalul Vechi din Suceava este un ansamblu de clădiri cu valoare de patrimoniu construit în perioada 1891–1903 în municipiul Suceava pentru a servi ca spital districtual. El se află situat pe bulevardul 1 Mai nr. 13, în cartierul Areni. În prezent, în cele patru pavilioane ce formează Spitalul Vechi funcționează secții ale Spitalului Clinic Județean de Urgență „Sfântul Ioan cel Nou” Suceava.

## Istoric
Ansamblul de clădiri vechi ale Spitalului Județean Suceava a fost construit între anii 1891–1903 în timpul mandatului primarului Franz Des Loges (1891–1914). El a fost ridicat în zona Areni (astăzi cartier al Sucevei), pe locul unei clădiri mai vechi ce data de la începutul secolului al XIX-lea.
Concepute de la început pentru a îndeplini funcționalitatea de spital districtual, aceaste clădiri au purtat în epocă denumirea de „Casa publică generală a bolnavilor din Suceava”. Ansamblul spitalicesc era format dintr-o clădire principală și patru pavilioane, cu un total de 14 saloane cu o capacitate de 70 de paturi, o sală de operații, patru cabinete ale medicilor și personalului, o cameră mortuară, laboratoare și magazii, beciuri pentru gheață etc. Complexul spitalicesc era înconjurat de un parc.
În pavilionul fără etaj aflat la stradă a fost sediul administrației instituției. Aici a locuit pentru o perioadă primul medic român din Bucovina, Teofil Lupu (1869–1935), împreună cu fiica sa, Octavia, și ginerele său, scriitorul și publicistul Alexandru Leca Morariu. Între anii 1926–1929 a funcționat aici redacția revistei literare și de folclor Făt-Frumos, condusă de Leca Morariu.
În anul 1964, peste drum de spitalul vechi, s-a dat în folosință o clădire modernă cu opt etaje, cu o capacitate de 600 de paturi, având în față un corp scund cu două niveluri unde se află săli de consultații, săli de conferințe etc. În clădirile vechiului spital sunt adăpostite în prezent unele secții ale Spitalului Județean și anume cele de oncologie, boli infecțioase, dermatologie și pneumologie.
În perioada 2000–2007, în curtea interioară a Spitalului Vechi, lipită de peretele pavilionului sudic, a fost construită o biserică misionară cu hramurile Sfântul Nicolae și Izvorul Tămăduirii. Altarul și strana lăcașului, care are 27 de metri lungime și 5 metri lățime, se află în clădirea spitalului, cu saloane în stânga și în dreapta. „Dacă vorbește cineva mai tare pe hol la spital, din Altar se aude. Și bolnavii din saloane pot auzi slujba, chiar dacă pereții sunt foarte groși”, spune preotul paroh Constantin Diaconașu. Începând din 2011, biserica mai are un hram, și anume Sfântul Ierarh Nectarie din Eghina, care se prăznuiește pe 9 noiembrie.
În anul 2007, conducerea Ministerului Sănătății Publice a elaborat un proiect pentru construirea unui spital de urgență pe locul unde se află clădirile vechi ale Spitalului Județean care ar fi urmat să fie demolate, împreună cu biserica. În dorința de a proteja aceste clădiri vechi, datând din perioada austriacă, Complexul Muzeal Bucovina a propus Direcției pentru Cultură și Culte Suceava clasarea acestora în lista monumentelor istorice pentru a fi salvate de la demolare. Directorul Complexului Muzeal Bucovina, Emil Ursu, a apreciat că aceste clădiri „reprezintă (...) ultimul mohican al arhitecturii care a caracterizat târgul de odinioară”. Istoricul literar Eugen Dimitriu a propus transformarea pavilionului de la stradă într-un corp muzeal.
În anul 2009, președintele Consiliului Județean Suceava, Gheorghe Flutur, a anunțat că Spitalul Vechi va fi modernizat. În acest sens, s-au alocat 4 milioane de lei pentru schimbarea acoperișului, a tâmplăriei și a sistemului de încălzire, precum și reabilitatea termică a pereților. Lucrările au durat un an și jumătate și au constat în înlocuirea instalațiilor electrice, sanitare și termice, a sistemelor de alimentare cu apă și canalizare, a tâmplăriei și mobilierului, refacerea șarpantei și recompartimentarea interioarelor. A fost reamenajată curtea interioară și parcul (s-au schimbat gardurile și s-au montat pavele) și s-a achiziționat aparatură medicală nouă. Cele patru secții au fost dotate cu 225 de paturi noi. La 14 septembrie 2010 au fost inaugurate cele patru pavilioane modernizate ale Spitalului Vechi, în prezența președintelui Consiliului Județean, Gheorghe Flutur, și a primarului Ion Lungu.

## Imagini

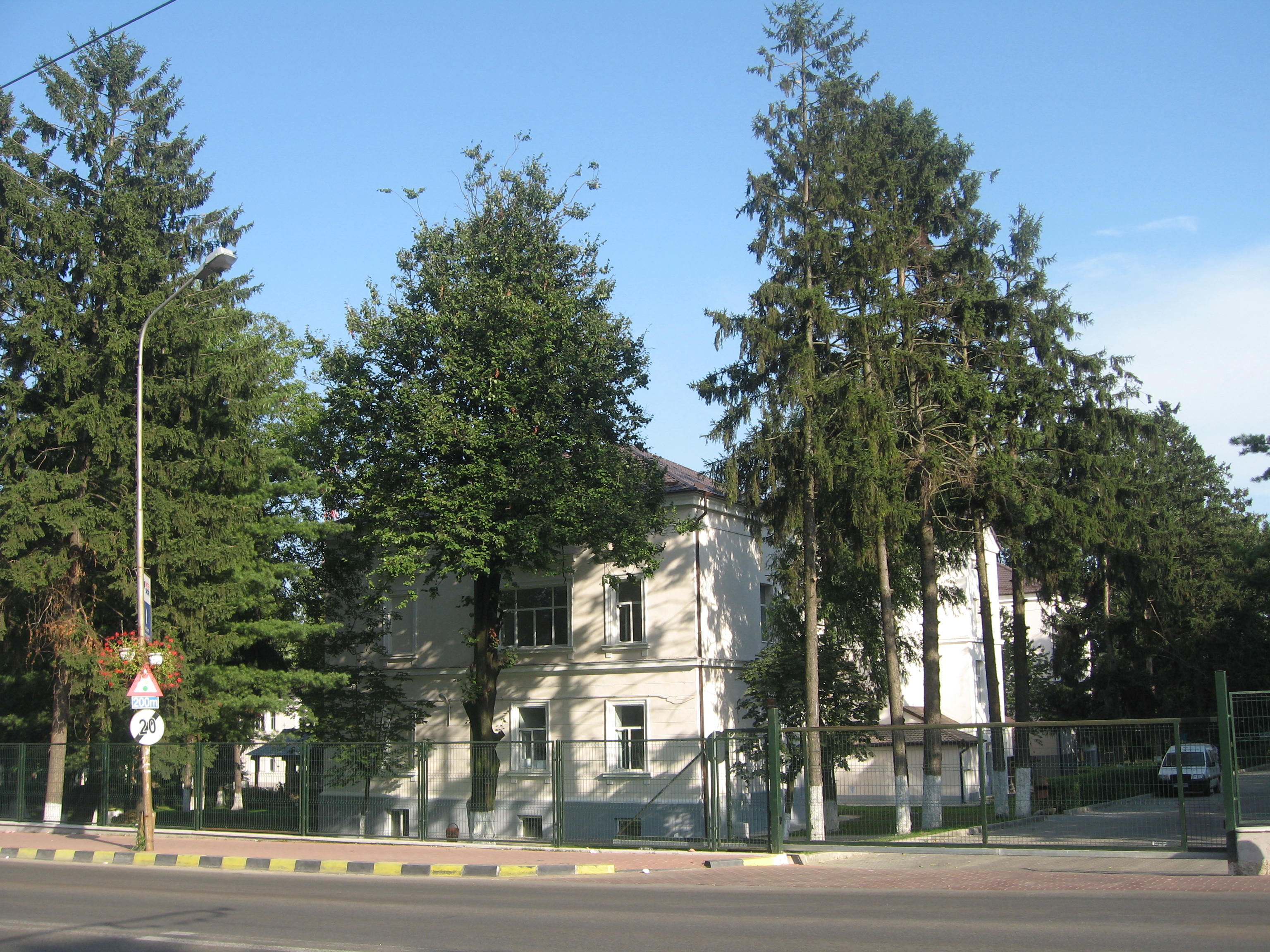
Pavilionul central al spitalului
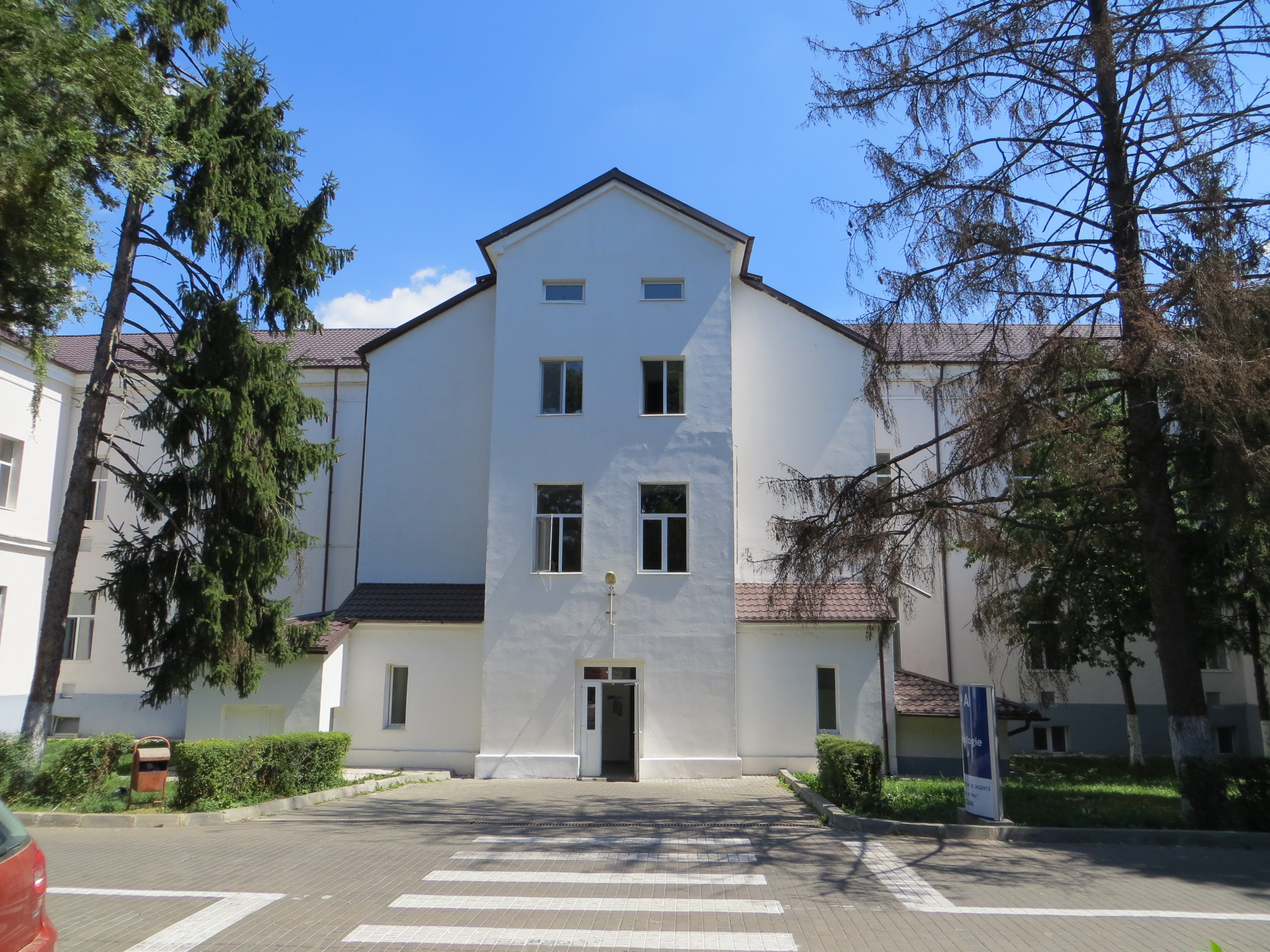
Pavilionul central al spitalului
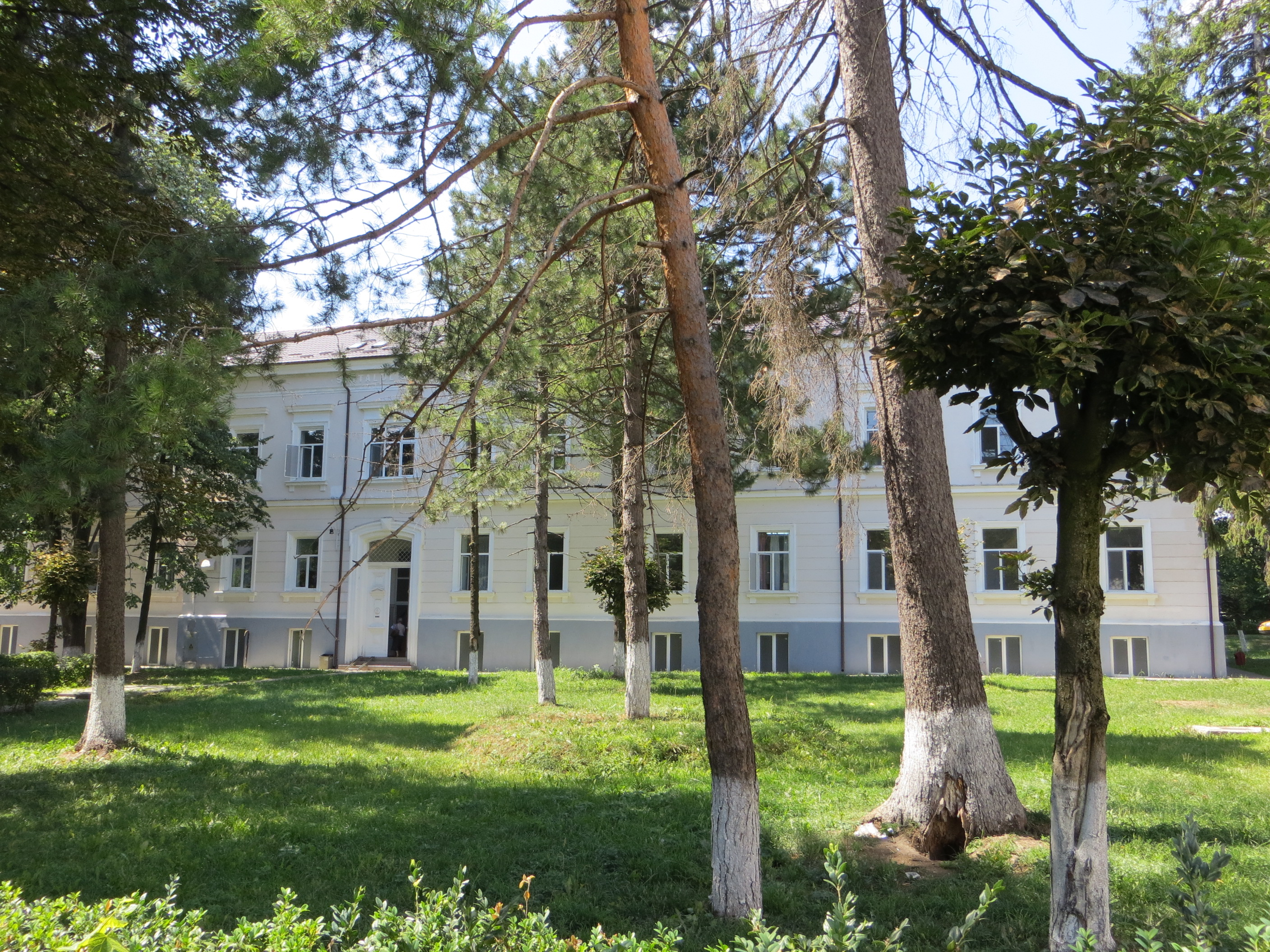
Pavilionul central al spitalului
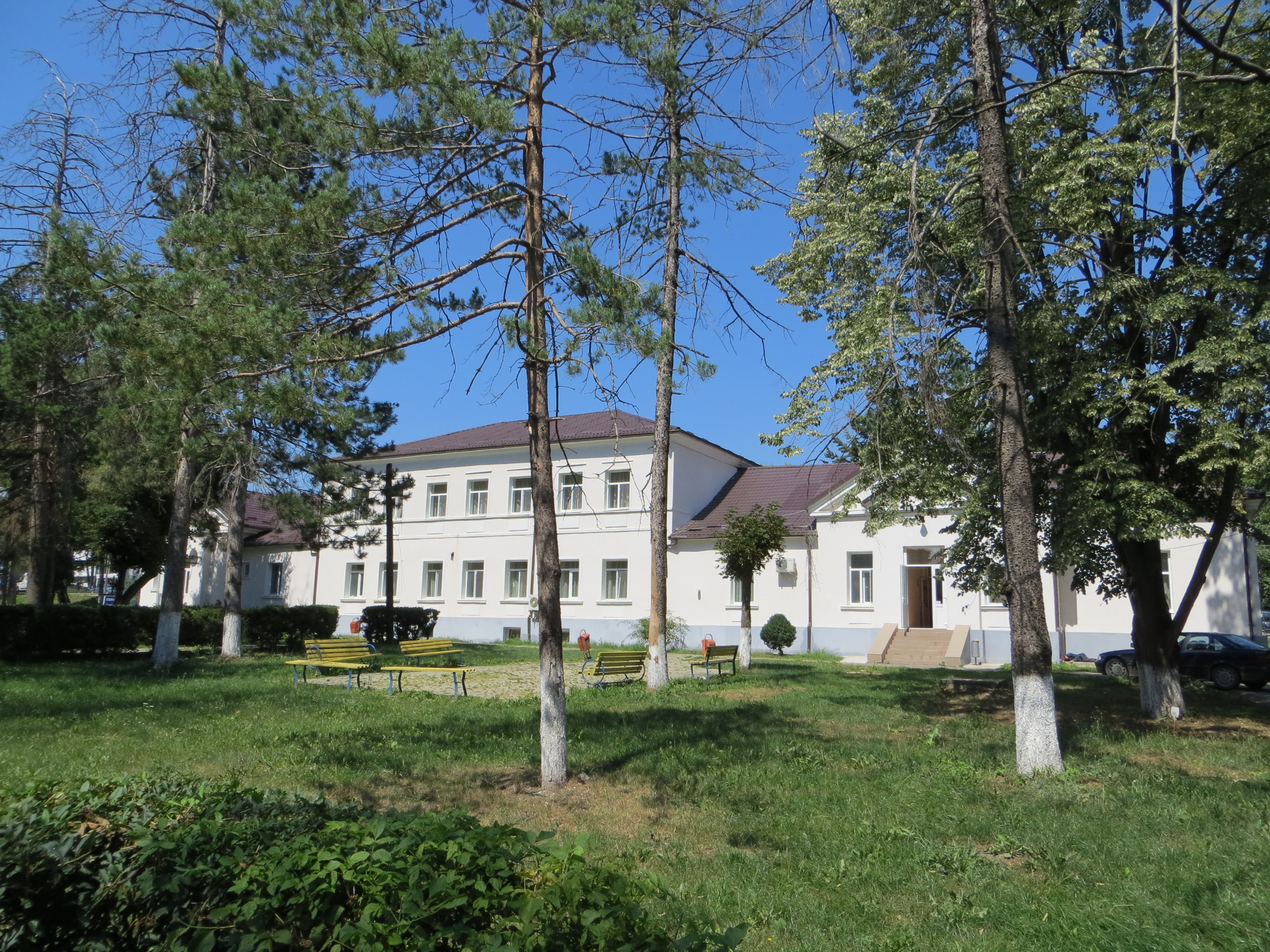
Pavilionul nordic al spitalului
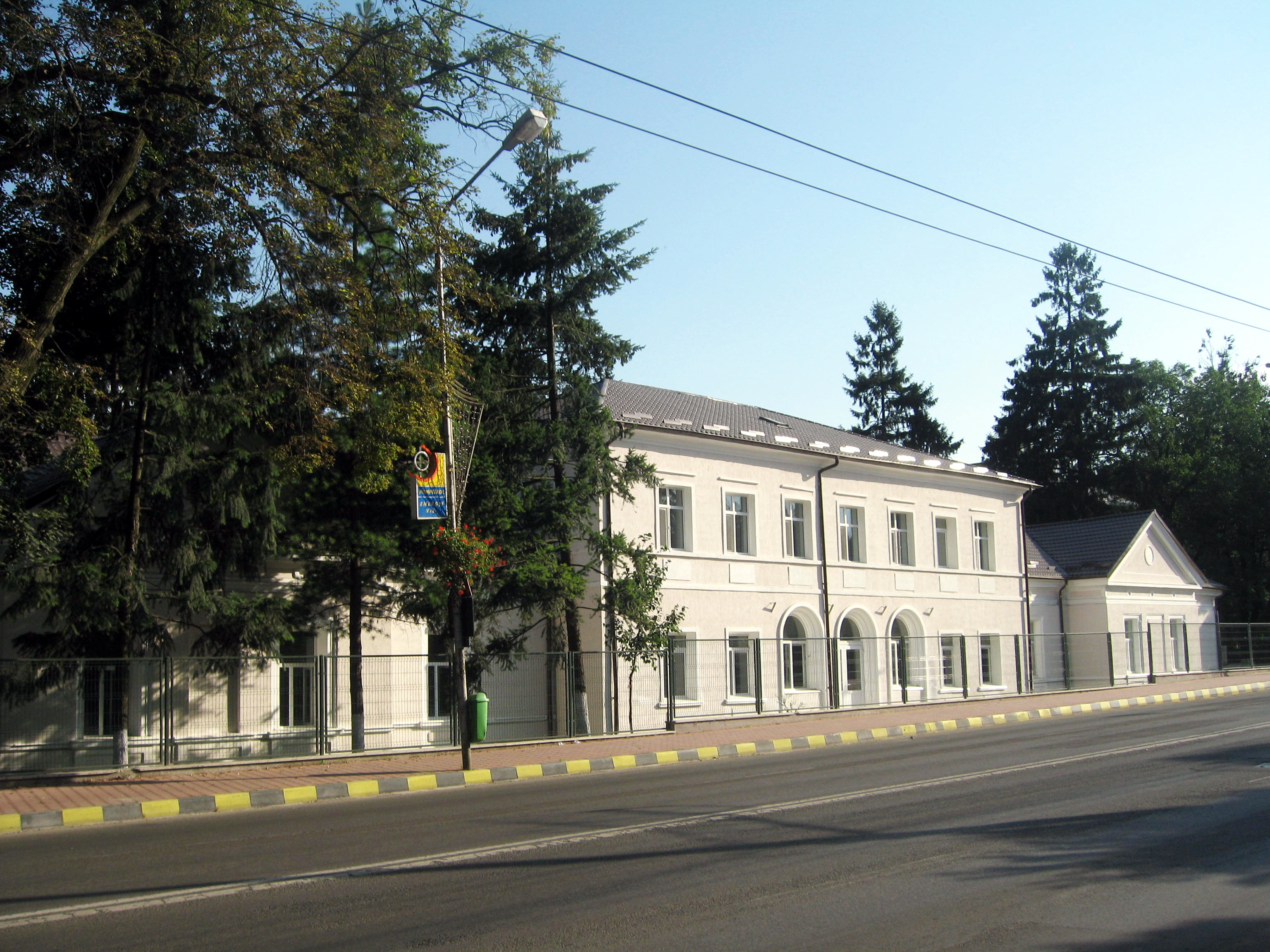
Pavilionul nordic al spitalului
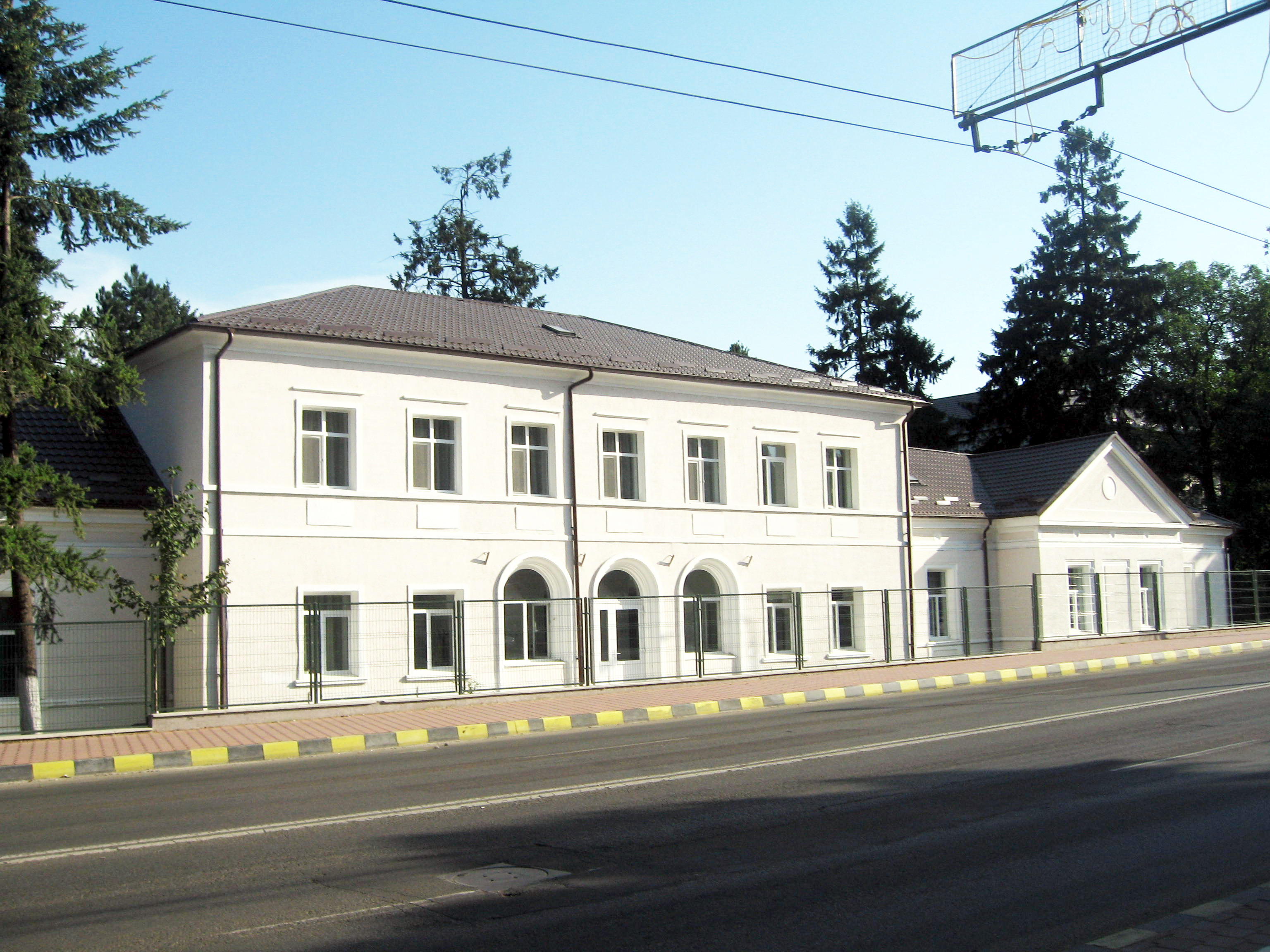
Pavilionul nordic al spitalului
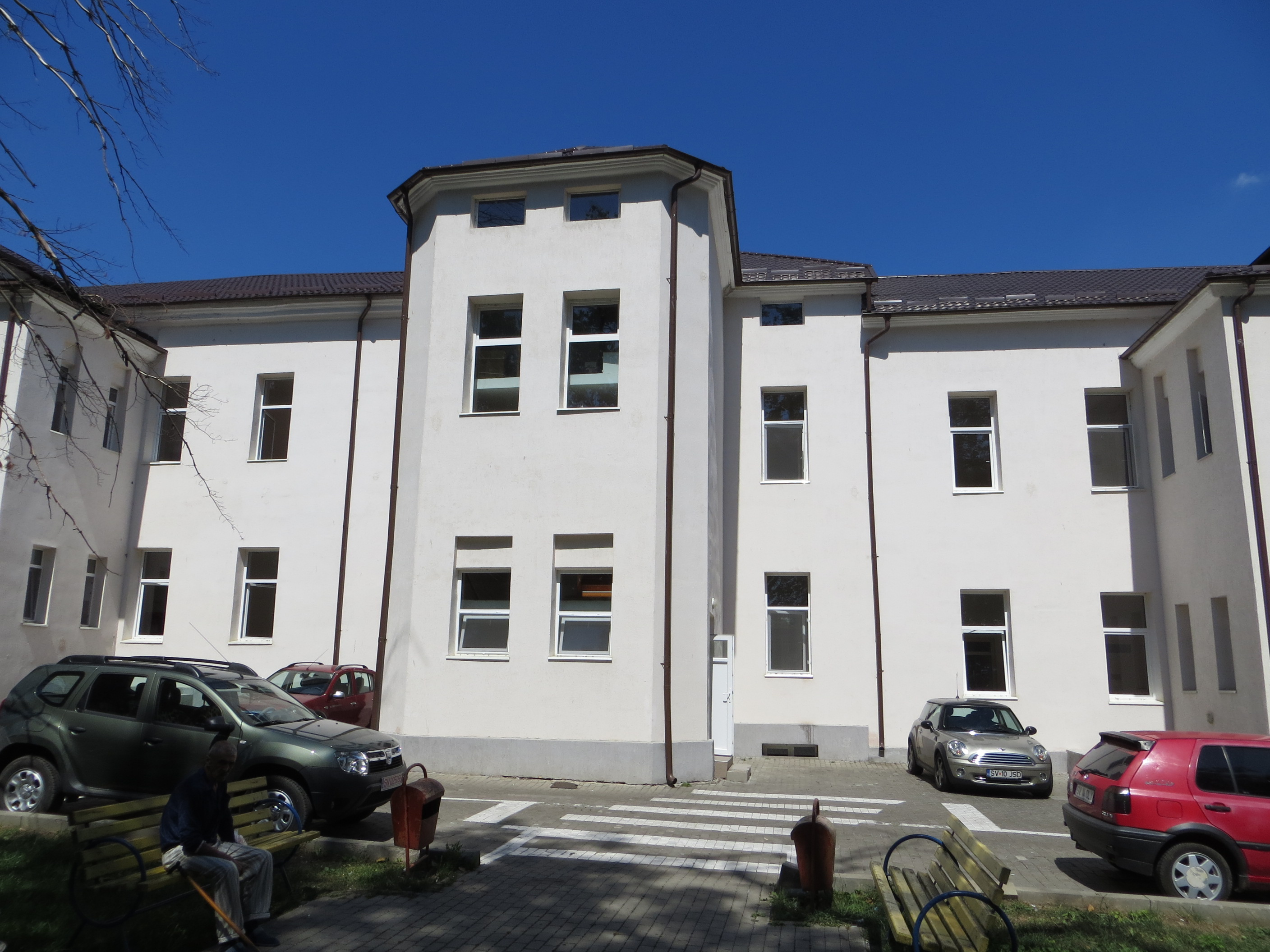
Pavilionul sudic al spitalului
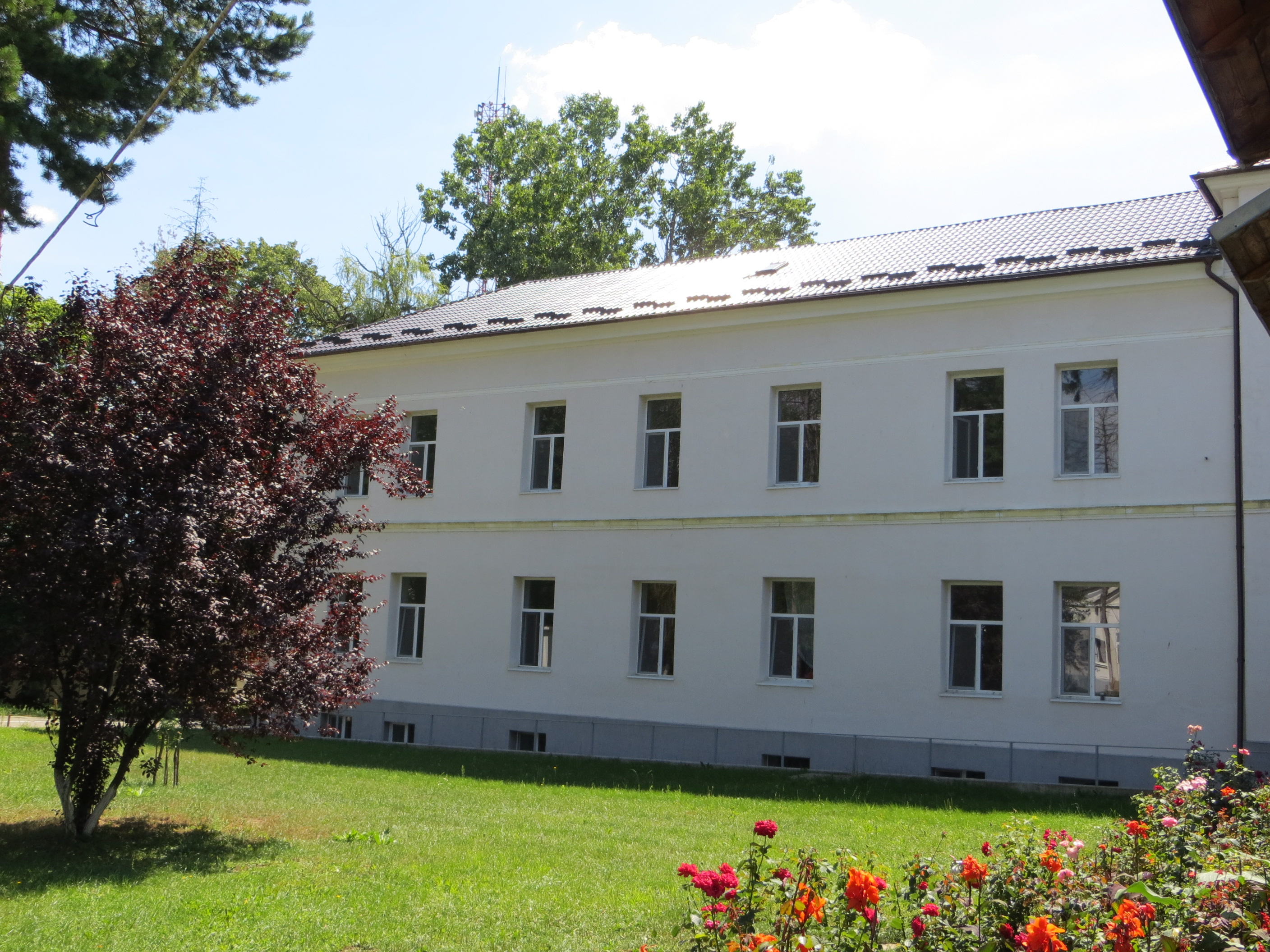
Pavilionul sudic al spitalului
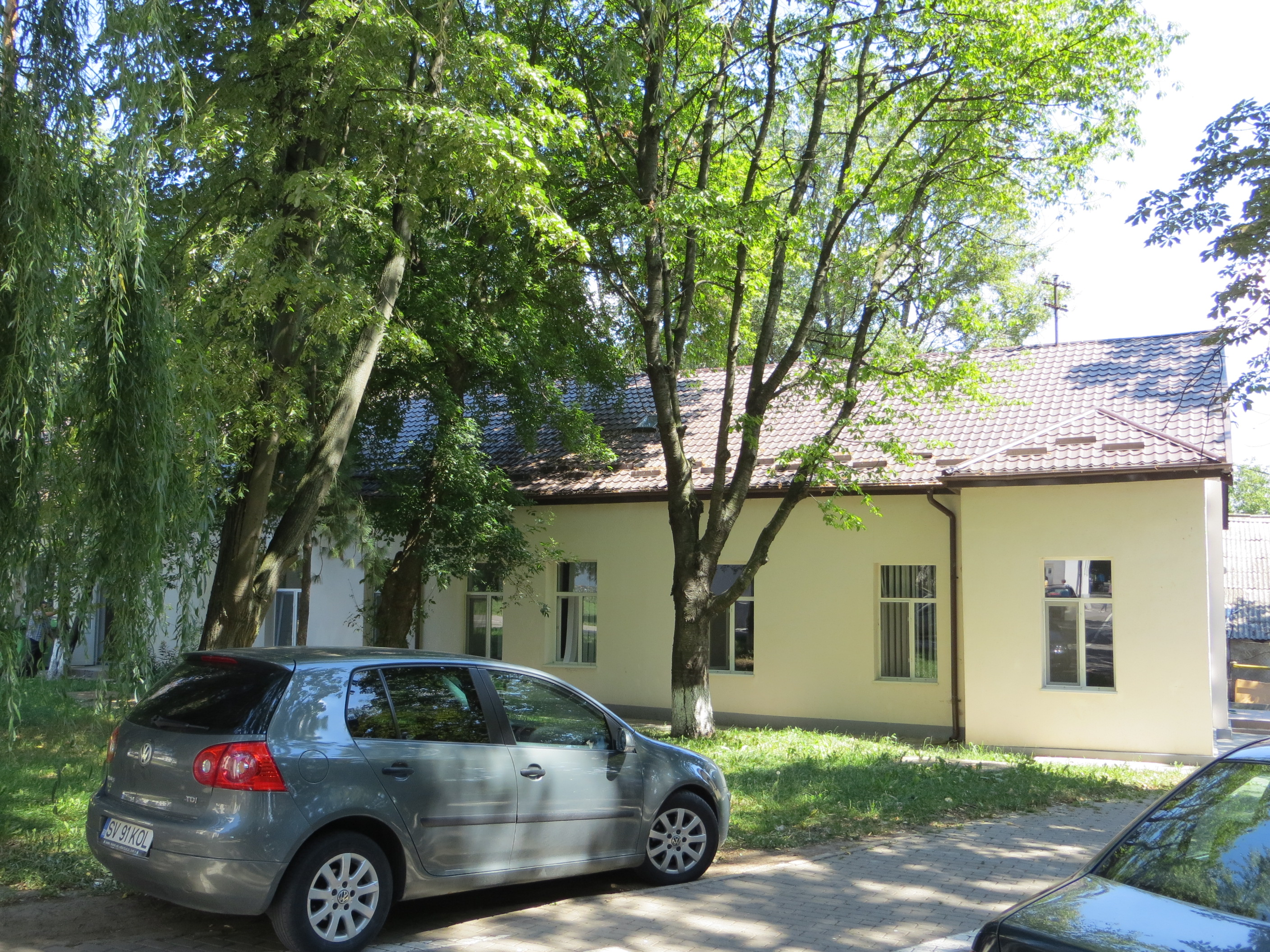
Pavilionul mic al spitalului